# Ibn Hazm
Abū Muḥammad ʿAlī ibn Aḥmad ibn Saʿīd ibn Ḥazm (în arabă: أبو محمد علي بن احمد بن سعيد بن حزم‎; cunoscut și ca ʿAlī ibn Hazn sau al-Andalusī aẓ-Ẓāhirī (n. 7 noiembrie 994 - d. 15 august 1064) a fost un poet, jurist, filosof și teolog din Andaluzia, năascut la  Córdoba.   Ibn-Hazm este considerat printre primii savanți care s-a adancit în domeniul religiei comparative.  Acesta a rămas în istorie drept un scriitor prolific care ar fi scris peste 400 de cărți, dintre care doar 40 au supraviețuit, însă aceste cifre nu pot măsura contribuția sa în domeniul filosofiei. 

## Viața timpurie
Ibn Hazm s-a născut într-o familie andaluză, despre care se presupune a fi fost un amestec între creștini și musulmani. Se bănuiește că stră-bunicul acestuia s-ar fi convertit la islam, urmând ca bunicul său să se mute la Cordoba, capitala prosperă din acea vreme a califatului. 
Precum mulți alți tineri precoce, acesta era un observator înfocat al lumii înconjuratoare și un elev bun și pasionat. Pentru că tatăl său deținea o poziție importantă la curtea guvernatolurui, Al-Mansur iar mai apoi Al-Muzaffar, Ibn Hazm avea acces la palatul califal, unde beneficia des de oportunități educaționale excelente. Deși mediul în care trăia era unul destul de conservator, acesta a avut posibilitatea de a cerceta amănunțit oameni cu o anume putere și autoritate, acumuland în timp o varietate largă de experiențe din care acesta a învățat lecții importante atât despre viața palpabilă, cât și despre cea spirituala - corpul și sufletul. 
Ibn Hazm a dezvoltat de-a lungul timpului un scepticism adând privind natura umană și capacitatea omului de a înșela și parveni, ajungând să considere că oamenii erau capabili exclusiv de corupție. 

## Carieră
Andaluzia trecea printr-o perioadă foarte agitată în timpul vieții lui Ibn Hazm, lideri obținând și pierzând putere în intervale foarte scurte. În acest timp, tatăl său a fost arestat iar o parte din averea acestuia confiscată. Acesta a murit când Ibn Hazm avea doar 18 ani.  Această perioadă a fost crucială pentru tânăr, fiind cea în care s-a hotărât să facă prioritară dobândirea de cunoștințe în domeniile sale de interes. La început s-a concentrat pe Coran, Hadith și limba arabă, atingând un nivel destul de ridicat de cunoștințe despre acestea, urmând să-și mute atenția spre fiqh, sau Legea Islamică, însă nededicându-se înca, în totalitate, acestui sector de studiu. Studierea Legii Islamice a reprezentat, la început, studierea dreptului și legii conforme școlii Malekite, una dintre cele patru  școli juridice în Islam, aceasta fiind cea predominantă în zona Africii de Nord și Andaluzia. După studierea legilor școlii Malekite, Ibn Hazm a început studierea legilor școlii Shafeite, care conținea varii critici la adresa celei Malekite. De-a lungul timpului, acesta a ajuns să se regăsească mai mult în gândirea școlii Shafiite, deoarece considera foarte relevantă accentuarea importanței textelor religioase, lucru care era mai prezent în legile acesteia. 
Ibn Hazm a fost, de asemenea, un susținător al criticii școlii Shafeite în ceea ce privește al-Qiyas - deducția sau analogia juridică prezent in Islamul sunnit. Al-Qiyas, în Islamul sunnit, este procesul prin care este aplicată analogia în deducția principiilor Coranului si a Sunnei. 

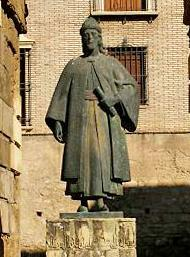
Monument din piatră cu statura lui Ibn Hazm

Ulterior, dată fiind opoziția sa față de interpretarea alegorică a textelor Coranului și preferând o abordare mai degrabă gramaticală și sintactică, acesta se alătură gândirii unui alt savant al aceleași școli, Abu al-Khiyar al-Dawudi al-Zahiri, care înființase școala de gândire Zahiri, aceasta bazându-se exlusiv pe texte și respingea complet conceptul analogiei. 
Ca rezultat al activităților sale politice în calitate de susținător al Omeyazilor, Ibm Hazm a fost închis și alungat, însă a obținut, de asemenea, și poziții importante, devenind vizir de cel puțin doua ori la curtea califilor 'Abd al-Rahman III al-Murtada și 'Abd al-Rahman V al-Mustazhir. Dezamăgit de experiența sa din domeniul politicii, acesta a urmat să părăsească această viață publică, dedicându-se, în totalitate, activității literare. 

## Scrieri
Cu toate că majoritatea scrierilor lui Ibn Hazm au fost arse de către o alianță formată din oponenții săi politici, în Sevilia,  o parte dintre aceste scrieri a reușit să supraviețuiască. Stilul său a fost descris ca fiind repetitiv, lucru care este considerat a fi fost doar modalitatea lui Ibn Hazm de a-și accentua punctele de vedere. Metoda sa de dialog este aspră și se pare că avea puțin respect pentru cei care nu erau de acord cu părerile sale, indiferent de poziția sau importanța lor în societate. 
Operele sale sunt destul de personale, acestea fiind conturate de intensitatea propriilor sale reacții și sentimente despre ceea ce putem numi natura umană. Tawq al-Hamama (Inelul turturelei) este un exemplu de scriere timpurie, care a fost revizuită ulterior. Este o colecție de pasaje de proză și ilustrații poetice despre dragoste și îndragostiți, care oferă cititorului un subiect relativ popular în literatura arabă, însă ceea ce îl diferențiază pe Ibn Hazm de alte scrieri despre iubire sunt observațiile acestuia adânci ale psihologiei omului, o trăsătură care poate fi găsită și în alte studii ulterioare ale acestuia, precum Kitāb al-Akhlaq wa-l-siyar (Cartea moralului și a comportamentului).  Ibn Hazm reușește să sublinieze relativitatea sincerității îndrăgostiților, găsind o diferență între gând și vorbă, între ceea ce îndragostitul gândește și ceea ce spune. 
Această idee, despre diferența dintre gând și vorbă, îl duce pe Ib Hazm să reflecteze asupra limbii și folosirii acesteia, introducând noțiunea de Ẓāhir (aparentul, ceea ce este văzut, însemnătatea literală a cuvintelor). Ibn Hazm susține că oamenii trebuie să urmeze cuvântul lui Dumnezeu în forma sa brută, fără să adauge alte înțelesuri, sensuri și modificări.  Pentru interpretarea textelor sacre, acesta creează o gramatică specială, eliminând orice putea fi considerat ambiguu, susținând că ceea ce Dumnezeu a revelat în Coran într-o limbă arabă clară trebuie interpretat ca atare. Fiecare vers trebuie înteles gramatical și lexical prin prisma primului său sens general, și nu printr-o ulterioară analiză, iar atunci când Dumnezeu dorește un înțeles mai specific, acesta va da indicații către sensul respectiv. 

### Opere
Kitāb al-Ihkām fī usūl al-ahkām (Cartea înțelepciunii pentru înțelegerea jurisprudenței) - manuscriptul poate fi găsit la Biblioteca Naționala din Cairo
Kitāb jamharāt al-'arab (Cartea genealogiei arabe)
Risāla fī faḍl al-Andalūs wa ḏikr rijāliha (O scrisoare pentru meritele Andaluziei și memoriei oamenilor săi)
Kitāb al-Akhlāq wa-l-siyar (Cartea eticii și comportamentului) 
Ṭawq al-Hamāma (Inelul turturelei)
Ibn Hazm este cunoscut și pentru scrierea sa, al-Fisal (Examinare critică detaliată), în care oferă o examinare amănunțită a diferitelor sisteme de gândire filosofică în relație cu credințe religioase. 

## Contribuție
Școala Ẓāhiri era asociată cu școala Hanbalită, probabil pentru că și aceasta susținea Hadith-urile autentice, în loc să caute interpretări externe ale textelor. Ibn Hazm nu a respins în totalitate conceptul de analiză sau interpretare a textelor sfinte, dar a insitat că acesta trebuie folosit exclusiv in contextul revelației. Această modalitate de abordare a textelor sfinte susținută de Ibn Hazm a stârnit multe controverse de-a lungul timpului. Au existat și alți teologi dintinși care au fost de acord cu această noțiune, precum Al-Ghazzali și Abu Qayyim Al-Jawziyyah, însă alte voci sunnite au insistat că este esențială folosirea conceptelor precum analogia pentru a putea cuprinde într-adevăr întelesurile textelor. Indiferent de numărul de susținători ai acestei noțiuni a lui Ibn Hazm, acesta este considerat de ambele părți ca fiind o influență majoră domeniului teologiei. 
Chiar și astăzi există diverși savanți si studenți care își adaugă la sfârșitul numelui "Al-Tahriri", pentru a indica faptul că sunt susținători ai liniei lui Ibn Hazm. 